# Gložan
Gložan (srp.: Гложан, slk. Hložany) je naselje u općini Bački Petrovac u Južnobačkom okrugu u Vojvodini.

## Stanovništvo
U naselju Gložan živi 2.283 stanovnika, od toga 1.842 punoljetna stanovnika, prosječna starost stanovništva iznosi 41,1 godina (39,6 kod muškaraca i 42,5 kod žena).  U naselju ima 957 domaćinstava, prosječan broj članova po domaćinstvu je 2,39.
Prema popisu stanovništva iz 1991.godine u naselju je živjelo 2.491 stanovnika.
| Etnički sastav 2002. |            |        |
| Narod                | Stanovnika | %      |
| Slovaci              | 1.985      | 86,94% |
| Srbi                 | 146        | 6,39%  |
| Jugoslaveni          | 46         | 2,01%  |
| Mađari               | 25         | 1,09%  |
| Romi                 | 21         | 0,91%  |
| Hrvati               | 15         | 0,65%  |
| Bošnjaci             | 4          | 0,17%  |
| Rusi                 | 2          | 0,08%  |
| Rusini               | 12         | 0,08%  |
| Muslimani            | 2          | 0,08%  |
| nepoznato            | 1          | 0,04%  |

| broj stanovnika | 2776  | 2754  | 2839  | 2682  | 2569  | 2491  | 2283  |
|                 | 1948. | 1953. | 1961. | 1971. | 1981. | 1991. | 2001. |

## Vanjske poveznice
- Karte, udaljenonosti, vremenska prognoza
- Satelitska snimka naselja  Arhivirana inačica izvorne stranice od 18. veljače 2021. (Wayback Machine)